# تور دوچرخه‌سواری لیژ–باستون–لیژ
تور دوچرخه‌سواری لیژ–باستون–لیژ (انگلیسی: Liège–Bastogne–Liège) یک تور دوچرخه‌سواری در بلژیک است.
مسیر این تور که از شهر لیژ به باستون و برگشت می‌باشد، از سال ۱۸۹۲ تاکنون سالانه در یک روز انجام می‌شود.

## قهرمانی بر پایه کشور
| قهرمانی | کشور                                             |
| ------- | ------------------------------------------------ |
| ۵۹      | بلژیک                                            |
| ۱۲      | ایتالیا                                          |
| ۶       | سوئیس                                            |
| ۵       | فرانسه                                           |
| ۳       | هلند · جمهوری ایرلند · قزاقستان · اسپانیا        |
| ۲       | آلمان · لوکزامبورگ                               |
| ۱       | دانمارک · روسیه · ایالات متحده آمریکا · استرالیا |